# Astérix en Corse
Astérix en Corse est le vingtième album de la bande dessinée Astérix, publié en 1973, scénarisé par René Goscinny et dessiné par Albert Uderzo.
Il a été pré-publié dans le journal Pilote (c'est le dernier album à faire l'objet d'une prépublication dans Pilote) du no 687 (4 janvier 1973) au no 708 (31 mai 1973).

## Résumé
À l'occasion de l'anniversaire de la bataille de Gergovie, les habitants du village gaulois reçoivent différentes connaissances rencontrées au cours de leurs précédentes aventures gauloises, bretonnes, helvètes, ibères et arvernes. Pour divertir leurs invités, ils décident d'attaquer le camp de Babaorum — les autres camps ayant été abandonnés par leurs occupants pour décourager les Gaulois. Alors que les Romains sont évidemment battus à plate couture, Astérix et ses amis découvrent dans le camp un prisonnier corse, du nom d'Ocatarinetabellatchitchix, qui leur apprend qu'il est le chef d'un village corse qui résiste lui aussi à l'envahisseur. Le prisonnier ajoute qu'il a été exilé sur les ordres de Suelburnus, le gouverneur romain de Corse, qui compte ainsi l'empêcher de s'emparer une fois de plus de l'argent des impôts. Or, Suelburnus est précisément sur le point de partir pour Rome rapporter la recette fiscale de l'année.
Ayant libéré Ocatarinetabellatchitchix, Astérix et Obélix décident de l'accompagner en Corse, désireux de voir comment ses compatriotes s'y prennent avec les Romains. Arrivés au port de Massilia, les trois hommes prennent un bateau qui s'avère être celui des pirates — ces derniers, redoutant une nouvelle attaque des Gaulois, l'abandonnent pendant la nuit.
Les trois compagnons débarquent en Corse, mais sont repérés par des Romains qui donnent l'alerte. Ocatarinetabellatchitchix conduit alors Astérix et Obélix dans son village, où il retrouve ses hommes.
Pendant ce temps, à Aléria, le gouverneur Suelburnus, ayant appris le retour d'Ocatarinetabellatchitchix, envoie une patrouille dans le village pour arrêter le proscrit. Les trois héros se cachent dans le maquis corse et, après avoir assommé les Romains à leurs trousses, accueillent les chefs de clans pour préparer l'attaque d'Aléria.
Suelburnus prévoit d'abandonner la garnison et de partir pour Rome en secret avec les impôts à bord d'une galère pilotée par les pirates. Mais les soldats romains apprennent sa trahison et se rebellent. Les Corses attaquent la ville avant que la galère ne soit chargée. Astérix et Obélix déclenchent l'assaut d'Aléria en premier, pendant qu'Ocatarinetabellatchitchix règle ses comptes avec le chef d'un clan rival, Figatellix. Après la bataille, Suelburnus est renvoyé à Rome les mains vides. Du côté corse, les combattants récupèrent l'argent de leurs impôts et leurs biens, tandis que les clans rivaux se réconcilient autour d'un banquet.
Astérix et Obélix rentrent dans leur village, riches de leur nouvelle expérience : lors du banquet nocturne final, Idéfix a même adopté la coutume corse de la sieste.

## Personnages principaux
- Les habitants du village gaulois, dont : 
  - Astérix, guerrier,
  - Obélix, livreur de menhir,
  - Idéfix, chien d'Obélix,
  - enfants jouant aux Gaulois et aux Romains, dont les fils d'Ordralphabétix et de Cétautomatix,
  - Bonemine, épouse d'Abraracourcix,
  - épouse d'Agecanonix,
  - Abraracourcix, chef du village,
  - Assurancetourix, barde,
  - Agecanonix, vieillard,
  - Ordralphabétix, poissonnier,
  - Cétautomatix, forgeron,
  - Panoramix, druide,
- Gazpachoandalus, centurion du camp de Babaorum,
- centurion venant de Corse,
- Ocatarinetabellatchitchix, chef de clan corse,
- Invités à la fête d'anniversaire de la bataille de Gergovie :
  - Petisuix, aubergiste à Genava, et son épouse,
  - Soupalognon y Crouton, chef ibère de Munda, et son épouse,
  - Périclès Soupalognon y Crouton, dit Pépé, petit garçon ibère, fils de Soupalognon y Crouton,
  - Plaintcontrix, restaurateur gaulois à Rome,
  - Jolitorax, cousin germain breton d'Astérix,
  - Zebigbos, chef d'un village breton dans le Cantium, et son épouse,
  - O'Torinolaringologix, habitant hibernien d'un village breton dans le Cantium, et son épouse,
  - Mac Anotérapix, habitant calédonien d'un village breton dans le Cantium, et son épouse,
  - Relax, aubergiste breton à Londinium,
  - Beaufix, chef gaulois clandestin de Lugdunum, et son épouse,
  - César Labeldecadix, aubergiste gaulois à Massilia, et son épouse Éponine, vendeuse de coquillages et de poissons,
  - Changélédix, capitaine de navire à Burdigalia,
  - Alambix, commerçant arverne en vins et charbons à Gergovie, et son épouse,
- Caféolix, aubergiste corse à Massilia,
- Parlomba, épouse de Caféolix,
- Les pirates, dont : 
  - Barbe-Rouge (non nommé), chef des pirates,
  - Triple-Patte (non nommé), pirate unijambiste disant des citations latines,
  - Baba (non nommé), vigie des pirates,
- Sciencinfus, légionnaire romain volontaire pour servir en Corse,
- centurion romain en Corse,
- Patologix, druide corse,
- quatre vieux Corses assis sur un banc, faisant des commentaires, dont l'un s'appelle Ramollix,
- Carferrix, aide de camp d'Ocatarinetabellatchitchix,
- Suelburnus, prêteur, gouverneur de la Corse,
- Chipolata, sœur de Carferrix,
- Salamix, Corse devenu légionnaire après être tombé d'un arbre et devenu fou,
- Violonccellix, Tropolix, Hérettix, Minéralogix, Appatix, Sinfonix, Plaindetix, Osterlix, chefs de clans corses,
- Figatellix, chef de clan corse ennemi d'Ocatarinetabellatchitchix.

## Analyse

### Personnages
Il se peut que, parmi les enfants jouant au début de l'album, les fils de Cétautomatix et d'Ordralphabétix soient Selfix (fils de Cétautomatix) et Blinix ou Surimix (fils de d'Ordralphabétix), que l'on rencontrera dans l'album La Fille de Vercingétorix. Le fils non nommé d'Ordralphabétix dans cet album zozote, comme le fera Surimix.
Lors du banquet organisé pour fêter l'anniversaire de Gergovie (qui est, pour les auteurs, une manière de rendre hommage au journal Pilote à l'occasion de cette dernière parution en prépublication), les irréductibles Gaulois reçoivent certains de leurs amis rencontrés lors des aventures précédentes :
- l'aubergiste helvète Petisuix, qui avait sauvé Astérix et Obélix dans Astérix chez les Helvètes ;
- les Ibères Soupalognon y Crouton et son jeune fils Pépé, qu'Astérix et Obélix avaient ramené en Hispanie dans Astérix en Hispanie ;
- le restaurateur gaulois Plaintcontrix, qui avait caché Astérix et Obélix à Rome dans Astérix gladiateur ;
- les Bretons Jolitorax, Zebigbos, O'Torinolaringologix, Mac Anotérapix et Relax, qu'Astérix et Obélix avaient aidés à combattre les Romains en Bretagne dans Astérix chez les Bretons ;
- le chef gaulois clandestin de Lugdunum Beaufix, qui avait aidé Astérix et Obélix dans Le Tour de Gaule d'Astérix ;
- l'aubergiste gaulois de Massilia César Labeldecadix, et son épouse vendeuse de coquillages et de poissons Éponine, qui avaient aidé Astérix et Obélix dans Le Tour de Gaule d'Astérix ;
- le capitaine de navire Changélédix, qui avait aidé Astérix et Obélix dans Le Tour de Gaule d'Astérix ;
- le commerçant arverne en vins et charbons Alambix, ancien de la bataille de Gergovie, qui avait aidé Astérix, Obélix et Abraracourcix dans Le Bouclier arverne.

Comme dans Le Tour de Gaule d'Astérix, César Labeldecadix apparaît sous les traits de l'acteur Raimu jouant le rôle de César Ollivier dans le film Marius,. Comme dans Astérix chez les Bretons, Zebigbos apparaît sous les traits de l'homme politique britannique Harold Wilson.
Les noms des personnages corses se terminent tous en -ix comme ceux des Gaulois ; or la Corse n'a jamais été de culture celtique. C'est probablement une allusion à l'actuelle appartenance de la Corse à la France.
La personnalité ainsi que le visage d'Ocatarinetabellatchitchix sont inspirés d'un journaliste corse du nom de Paul Gianolli, qui travaillait à Pilote. Uderzo a en effet lui-même contredit les déclarations d'un restaurateur de Bonifacio nommé Mimi Pugliesi, qui disait avoir rencontré Goscinny et Uderzo alors qu'ils faisaient des repérages pour l'album et qui prétendait être à l'origine de la caricature. Son nom provient de la chanson Tchi-tchi interprétée par Tino Rossi. Page 14, Astérix l'appelle par erreur « Omarinella » qui est une allusion à une autre chanson de Tino Rossi, Marinella.
Ocatarinetabellatchitchix est un chef de clan corse, fier et susceptible. Il a été exilé sur le continent par le préteur romain, mais il revient et reprend sa place. Il veut montrer aux gens du « continent » comment on se bat chez lui et reprendre aux Romains ce qu'ils ont volé aux Corses. Assurancetourix trouve que le nom de cet homme l'inspire, et veut composer une chanson...
À la page 14, une faute d'orthographe a été commise dans son prénom qui ne comporte qu'un seul l, au lieu de deux.
Ocatarinetabellatchitchix porte le nom le plus long de toute la série, devant Encorutilfaluquejelesus, préfet de Lugdunum dans Le Tour de Gaule d'Astérix.
Certaines femmes corses ont des noms se terminant par -ata : Chipolata, Désiderata, Errata.
Le centurion Gazpachoandalus a les traits de Pierre Tchernia. À l'affiche du film Astérix et Obélix : Mission Cléopâtre, 29 ans plus tard, Pierre Tchernia est crédité au générique avec le même nom de personnage Caius Gaspachoandalus, dans une orthographe légèrement modifiée (un s à la place du z).
Sciencinfus, le seul Romain volontaire pour servir en Corse, est une caricature de jeune cyrard (élève de l'École spéciale militaire de Saint-Cyr qui forme les officiers de l'armée de terre française).
Astérix ne joue pas un rôle très important dans cet épisode, si ce n'est celui de médiateur, à son habitude, notamment pour réconcilier deux clans corses ennemis. Obélix s'attire involontairement l'amitié d'Ocatarinetabellatchitchix en se montrant fier, paresseux et gourmand.

### Corse

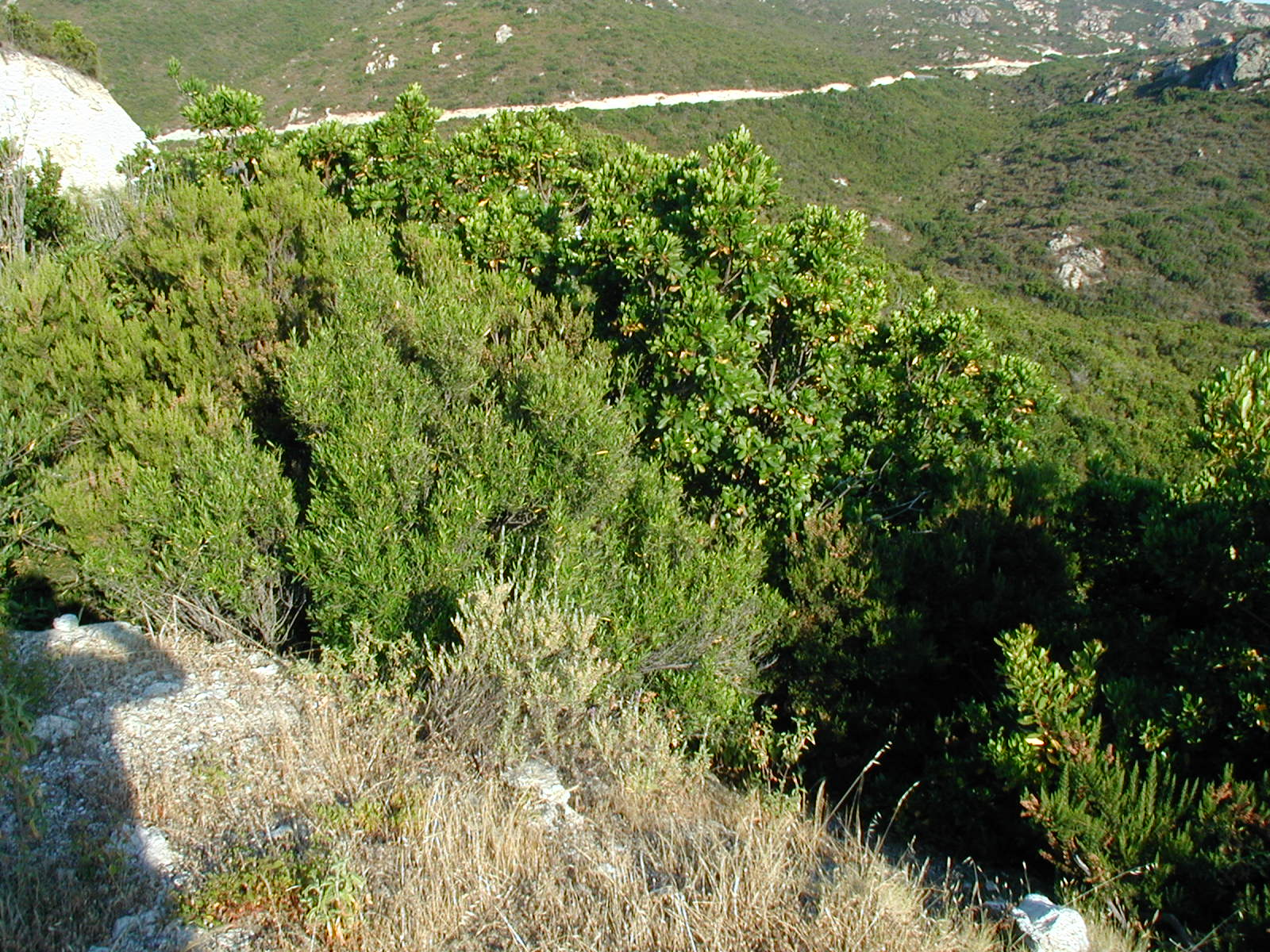
Le maquis en Corse.

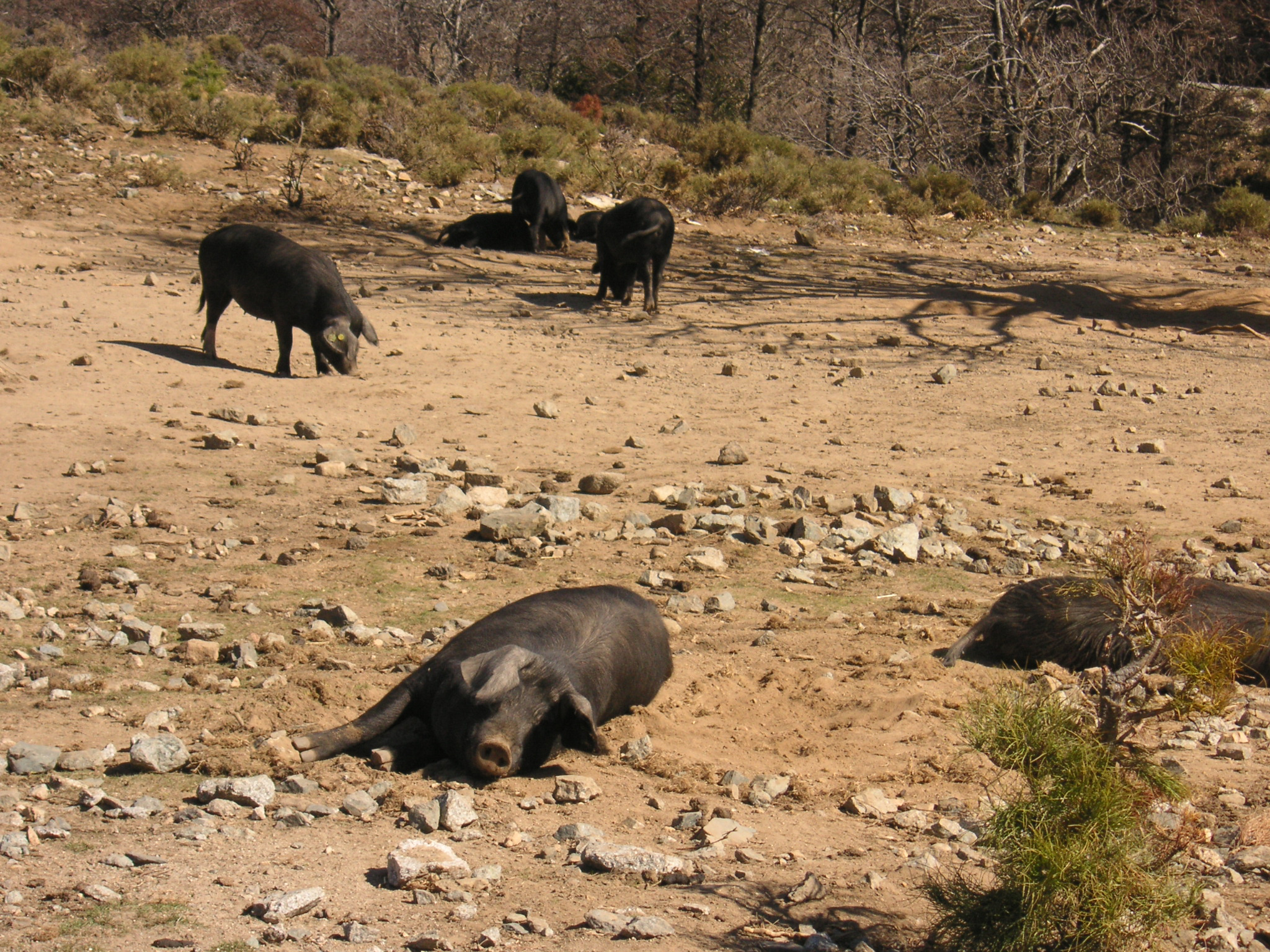
Des cochons sauvages.

Après la Bretagne, l'Hispanie et l'Helvétie, Astérix et Obélix partent découvrir la Corse et les Corses : les auteurs livrent un nouveau florilège de références et de clichés : fierté nationale, clans et querelles familiales, sieste, fromage, explosions, maquis, cochons sauvages, châtaigners, Napoléon Ier, etc.

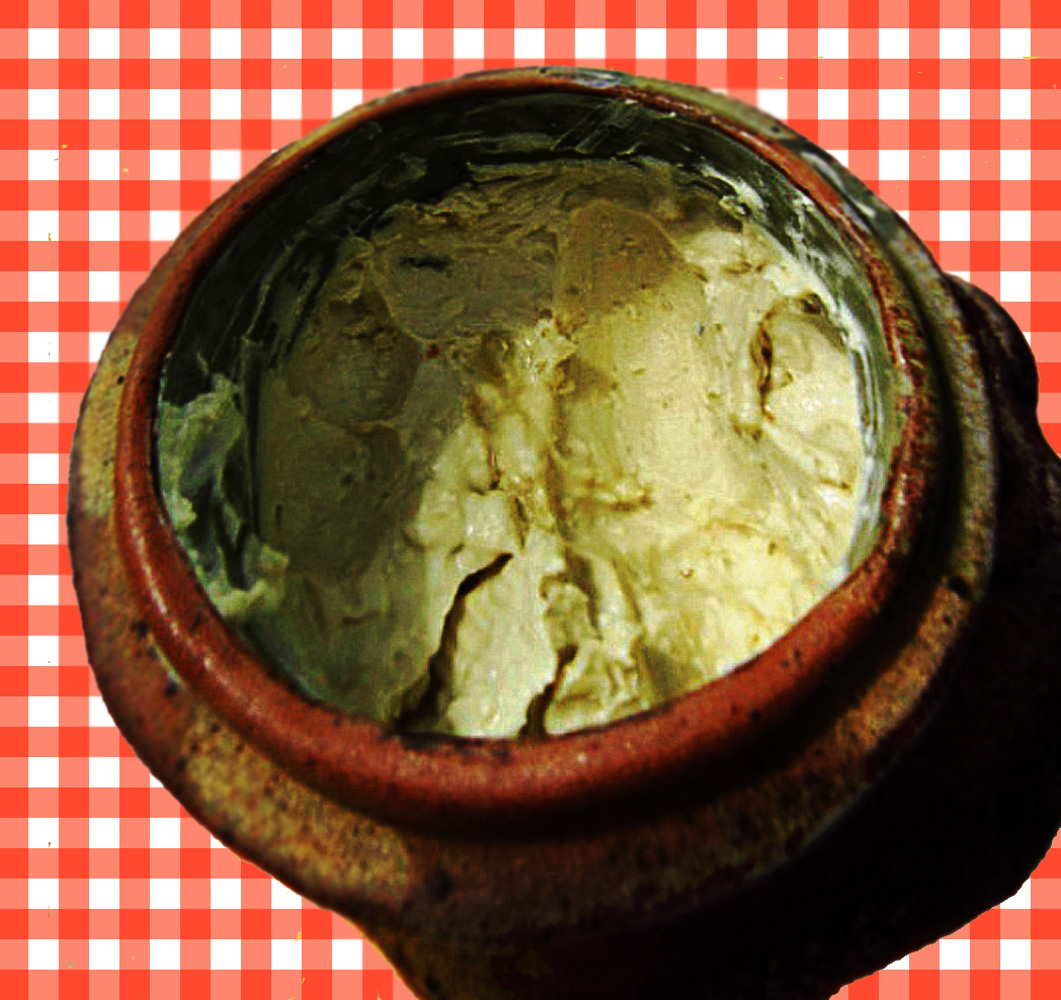
Le casgiu merzu, fromage corse

Le fromage corse qui exhale une odeur fétide au point de faire exploser le bateau des pirates est un casgiu merzu. Ce fromage fort, emblématique de la Corse, est aussi produit en Sardaigne (sous le nom de casu marzu). Au cours de sa préparation, il est envahi par des larves de la mouche du fromage, Piophila casei, qui amènent le fromage à un stade de décomposition avancé, d'où son odeur et son goût très forts.
Lorsque les héros approchent de la Corse, Ocatarinetabellatchitchix, malgré la forte odeur du fromage corse qu'il est en train de découper, reconnaît les senteurs de son pays natal et en livre une description poétique, y évoquant sa flore caractéristique : « Attendez !... Ce parfum !... Ce parfum léger et subtil, fait de thym et d'amandier, de figuier et de châtaignier... Et là encore, ce souffle imperceptible de pin, cette touche d'armoise, ce soupçon de romarin et de lavande... Mes amis !... Ce parfum... C'est la Corse ! ». On remarque qu'à l'évocation de son île, cet homme habituellement impassible exulte et va jusqu'à se précipiter dans la mer pour la rejoindre à la nage.
Ocatarinetabellatchitchix fait une allusion à Napoléon Ier qui était lui-même corse (pages 38 et 45). Il déclare notamment à Suelbernus : « Pour que les Corses acceptent un empereur, il faudra qu'il soit corse lui-même ». Il met alors la main droite dans son gilet, dans une posture familière à Napoléon (voir le tableau de Jacques-Louis David). Il parlera également, montrant les colonnes des révoltés corses, de « ses grognards », ainsi que du « sommeil d'Osterlix »), un de leurs chefs, par allusion aux soldats napoléoniens et au soleil d'Austerlitz.
On dit que les voyages forment la jeunesse. C'est ce que confirme Idéfix en adoptant les coutumes corses dès son retour au village (page 48) : il fait la sieste.
Cet album a deux particularités par rapport aux autres de la série :
- On n'y trouve pas la fameuse carte de la Gaule avec la loupe montrant le village d'Astérix entouré des camps retranchés romains, mais à sa place une carte de la Corse dont les côtes sont couvertes de camps romains (on apprendra plus tard que les Romains hésitent à s'enfoncer dans le maquis de peur de se perdre). Là aussi, ces camps portent tous des noms finissant en -um : par exemple, à la pointe nord-est, Tartopum, que César avait confondu avec Babaorum dans Astérix en Hispanie. Goscinny s'est également amusé à situer le camp de Mariapacum (allusion à l'actrice Maria Pacôme) sur l'emplacement de la ville de Porto.
- On trouve, en lieu et place de la page de présentation des « quelques Gaulois » récurrents, un préambule qui présente la Corse et ses fiers habitants.

C'est le vingtième album de la série, soit le même numéro que le département de la Corse, département unique au moment de la publication de l'album.

### Humour et jeux de mots
- Dernière case de la page 32, dialogue de légionnaires : « ça mérite quoi un déserteur ? » - « La croix ». Réponse faite pour la croix du supplice de la crucifixion et allusion humoristique anachronique avec l'ordre national du mérite dont l'un des grades est la grand-croix du mérite, et qui est une distinction honorifique créée par le général De Gaulle matérialisée par une médaille[pas clair][réf. nécessaire].

### Citations latines
- Alea jacta est (Les dés sont jetés) : phrase prononcée par le fils d'Ordralphabétix.
- O tempora, o mores (Quelle époque ! Quelles mœurs !) : phrase prononcée par le pirate Baba.
- Errare humanum est (L'erreur est humaine) : phrase prononcée par le pirate Baba.
- Felix, qui potuit rerum cognoscere causas (Heureux qui a pu pénétrer la raison des choses) : phrase prononcée par le pirate Triple-Patte.

## Tirage
L'album a été tiré à 1 300 000 exemplaires.